# Alnes
Alnes este o localitate din comuna Giske, provincia Møre og Romsdal, Norvegia.